# Hoa hậu Hoàn cầu 2019
Hoa hậu Hoàn cầu 2019 (The Miss Globe) là cuộc thi Hoa hậu Hoàn cầu lần thứ 95 được tổ chức tại Ulcinj, Montenegro vào ngày 20 tháng 10 năm 2019. Hoa hậu Hoàn cầu 2018 - Yu Yizhou đến từ Trung Quốc đã trao lại vương miện cho người kế nhiệm, cô Alejandra Díaz de León Soler đến từ Mexico.

## Kết quả
| Kết quả               | Thí sinh |
| --------------------- | --- |
| Hoa hậu Hoàn cầu 2019 | - Mexico - Alejandra Díaz de León Soler |
| Á hậu 1               | - Trinidad và Tobago - Carla-Jean Lares |
| Á hậu 2               | - Philippines - Leren Mae Magnaye Bautista |
| Á hậu 3               | - Canada - Shauna Elizabeth Griffiths |
| Á hậu 4               | - Cộng hòa Séc - Kristýna Malířová |
| Top 15                | - Hy Lạp - Irini Ligori - Ấn Độ - Evneet Kaur - Ý - Rossella Pavoncelli - Kosovo - Eriona Sejdiu - Montenegro - Martina Bozinović - Romania - Irina Ursuletu - Nga - Darya Bessmertnaya - Tatarstan - Guzel Musina - Hoa Kỳ - Nina Patricia Ancheta - Venezuela - Nicole Benavente |

## Các giải thưởng đặc biệt
| Giải thưởng                  | Thí sinh                                   |
| ---------------------------- | ------------------------------------------ |
| Miss Friendship              | - Trung Quốc - Wen Dou                     |
| Best National Costume        | - Nicaragua - Naomi Julissa Gómez Espinoza |
| Miss Bikini                  | - Senegal - Amy Guèye                      |
| Miss Cosmopolitan            | - Albania - Klea Bushi                     |
| Miss Dream Girl of the World | - Thái Lan - Sirirat Naubon                |
| Miss Elegance                | - Peru - Alexandra Ivonne Herrada Vásquez  |
| Miss Golden Girl             | - Ukraine - Ekaterina Gurieva              |
| Miss Intercontinental        | - Úc - Caitlyn Petch                       |
| Miss People's Choice         | - Hoa Kỳ - Nina Patricia Ancheta           |
| Miss Photogenic              | - Bắc Macedonia - Kristina Dimitrij        |
| Miss Talent                  | - Cộng hòa Dominican - Abby Marie Santiago |
| Miss Tourism Globe           | - Montenegro - Martina Bozinović           |

## Thí sinh tham gia
Cuộc thi có tổng cộng 49 thí sinh tham gia:
| Quốc gia/Vùng lãnh thổ | Thí sinh                         |
| ---------------------- | -------------------------------- |
| Albania                | Klea Bushi                       |
| Úc                     | Caitlyn Petch                    |
| Brazil                 | Débora Regina Hoffmann           |
| Bulgaria               | Ivana Dimitrova                  |
| Canada                 | Shauna Elizabeth Griffiths       |
| Trung Quốc             | Wen Dou                          |
| Colombia               | Hillary Alejandra Cerra Franco   |
| Crimea                 | Katerina Gulevich                |
| Cộng hòa Séc           | Kristýna Malířová                |
| Cộng hòa Dominican     | Abby Marie Santiago              |
| Ai Cập                 | Mavy Eid                         |
| Estonia                | Anette Müürsepp                  |
| Pháp                   | Charlotte Gavard                 |
| Đức                    | Camilla Kieninger Rodrigues      |
| Hy Lạp                 | Irini Ligori                     |
| Ấn Độ                  | Evneet Kaur                      |
| Iran                   | Marral Kreijkes                  |
| Ý                      | Rossella Pavoncelli              |
| Jamaica                | Fiona Small                      |
| Kazakhstan             | Anastasiya Fateeva               |
| Kosovo                 | Eriona Sejdiu                    |
| Kyrgyzstan             | Sofiya Baranovska                |
| Latvia                 | Nikola Jasinkeviça               |
| Litva                  | Ernesta Matukaitė                |
| Mexico                 | Alejandra Díaz de León Soler     |
| Montenegro             | Martina Bozinović                |
| Hà Lan                 | Daniëlle Riemersma               |
| New Zealand            | Emma Irene Tan Clough            |
| Nicaragua              | Naomi Julissa Gómez Espinoza     |
| Bắc Macedonia          | Kristina Dimitrij                |
| Peru                   | Alexandra Ivonne Herrada Vásquez |
| Philippines            | Leren Mae Magnaye Bautista       |
| Ba Lan                 | Anna Maria Jaromin               |
| Bồ Đào Nha             | Catarina Lopo Mendes             |
| Romania                | Irina Ursuletu                   |
| Nga                    | Darya Bessmertnaya               |
| Scotland               | Lotte Rose                       |
| Senegal                | Amy Guèye                        |
| Serbia                 | Stefanija Tiksavanac             |
| Slovenia               | Simona Todorovska                |
| Nam Phi                | Rozelle Bester                   |
| Tây Ban Nha            | Angelika Jagłowska               |
| Thụy Điển              | Loris Borsali                    |
| Tatarstan              | Guzel Musina                     |
| Thái Lan               | Sirirat Naubon                   |
| Trinidad và Tobago     | Carla-Jean Lares                 |
| Ukraine                | Ekaterina Gurieva                |
| Hoa Kỳ                 | Nina Patricia Ancheta            |
| Venezuela              | Nicole Benavente                 |

## Chú ý

### Lần đầu tham gia
- Ai Cập
- Kyrgyzstan
- New Zealand
- Bắc Macedonia
- Peru

### Trở lại
- Lần cuối tham gia vào năm 2007:
  -  Scotland
- Lần cuối tham gia vào năm 2009:
  -  Iran
  -  Venezuela
- Lần cuối tham gia vào năm 2011:
  -  Crimea
- Lần cuối tham gia vào năm 2015:
  -  Cộng hòa Dominican
  -  Trinidad và Tobago
  -  Hoa Kỳ
- Lần cuối tham gia vào năm 2016:
  -  Croatia
  -  Kazakhstan
- Lần cuối tham gia vào năm 2017:
  -  Đức
  -  Hy Lạp
  -  Kosovo
  -  Litva
  -  Nicaragua
  -  Senegal
  -  Serbia

### Bỏ cuộc
- Armenia
- Belarus
- Anh
- Hồng Kông
- Hàn Quốc
- Liban
- Macedonia
- Malaysia
- Moldova
- Myanmar
- Nigeria
- Pakistan
- Puerto Rico
- Việt Nam

## Các thí sinh tham dự cuộc thi sắc đẹp quốc tế khác
| Quốc gia/Vùng lãnh thổ | Thí sinh                     | Cuộc thi                                                    | Đại diện           |
| ---------------------- | ---------------------------- | ----------------------------------------------------------- | ------------------ |
| Canada                 | Shauna Elizabeth Griffiths   | Miss Tourism International 2018                             | Canada             |
| Crimea                 | Katerina Gulevich            | Lady Universe 2019                                          | Crimea             |
| Cộng hòa Séc           | Kristýna Malířová            | Miss Aura International 2019 (Hoa hậu)                      | Cộng hòa Séc       |
| Cộng hòa Séc           | Kristýna Malířová            | Miss Supranational 2022 (Top 12)                            | Cộng hòa Séc       |
| Cộng hòa Dominican     | Abby Marie Santiago          | Miss Princess of the World 2017                             | Cộng hòa Dominican |
| Estonia                | Anette Müürsepp              | Miss Earth 2020                                             | Estonia            |
| Mexico                 | Alejandra Díaz de León       | Miss World 2023                                             | Mexico             |
| Nicaragua              | Naomi Julissa Gómez Espinoza | Miss Mesoamerica International 2018                         | Nicaragua          |
| New Zealand            | Emma Irene Tan Clough        | Miss All Nations 2019                                       | New Zealand        |
| Philippines            | Leren Mae Magnaye Bautista   | Miss Tourism Queen of the Year International 2015 (Hoa hậu) | Philippines        |
| Ba Lan                 | Anna Maria Jaromin           | Miss Supranational 2021 (Top 12)                            | Ba Lan             |
| Senegal                | Amy Guèye                    | Lady Universe 2019 (Á hậu 4)                                | Senegal            |
| Senegal                | Amy Guèye                    | Miss Aura International 2020                                | Senegal            |
| Nam Phi                | Rozelle Bester               | Miss Supertalent 2015                                       | Nam Phi            |
| Tatarstan              | Guzel Musina                 | Miss Culture & Tourism World 2018 (Hoa hậu)                 | Kazan              |
| Tatarstan              | Guzel Musina                 | Miss Aura International 2020 (Á hậu 2)                      | Tatarstan          |
| Tatarstan              | Guzel Musina                 | Miss Grand International 2020                               | Nga                |
| Ukraine                | Ekaterina Gurieva            | Miss Aura International 2019 (Á hậu 2)                      | Ukraine            |